# Вінницьке (село)
Ві́нницьке (крим. Vinnıtske, до 1960 року — Калинівка та Лазурне, раніше Ельзас, крим. Elzas) — село Сімферопольського району Автономної Республіки Крим. Підпорядковане Миколаївській селищній раді.
Населення села — 1074 особи.
Відстань від райцентру до населеного пункта становить 28 кілометрів по прямій.
За даними сільради на 2009 рік площа, яку займає село, складає 129 гектарів, на якій у 365 дворах значилося 1180 мешканців.